# Ligne (pêche)
Pour les articles homonymes, voir Ligne.

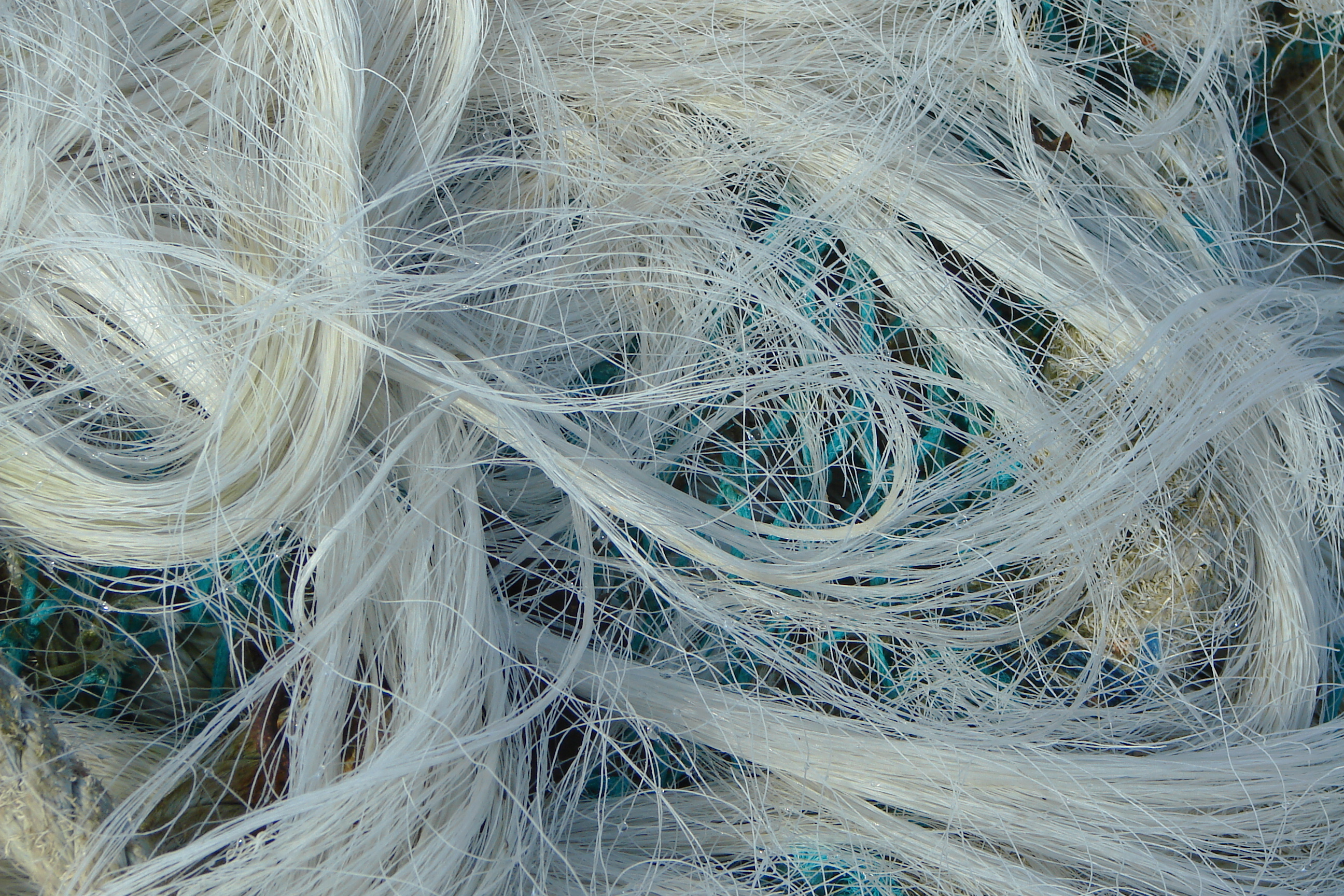
Ligne de monofilament

Une ligne de pêche, également désignée fil à pêche au Québec, est une corde conçue pour la pêche à la ligne. La longueur, la résistance et le matériau d'une ligne peut énormément varier en fonction de l'environnement et du type de pêche. La plupart des lignes modernes sont fabriquées en fibre synthétique.

## Types

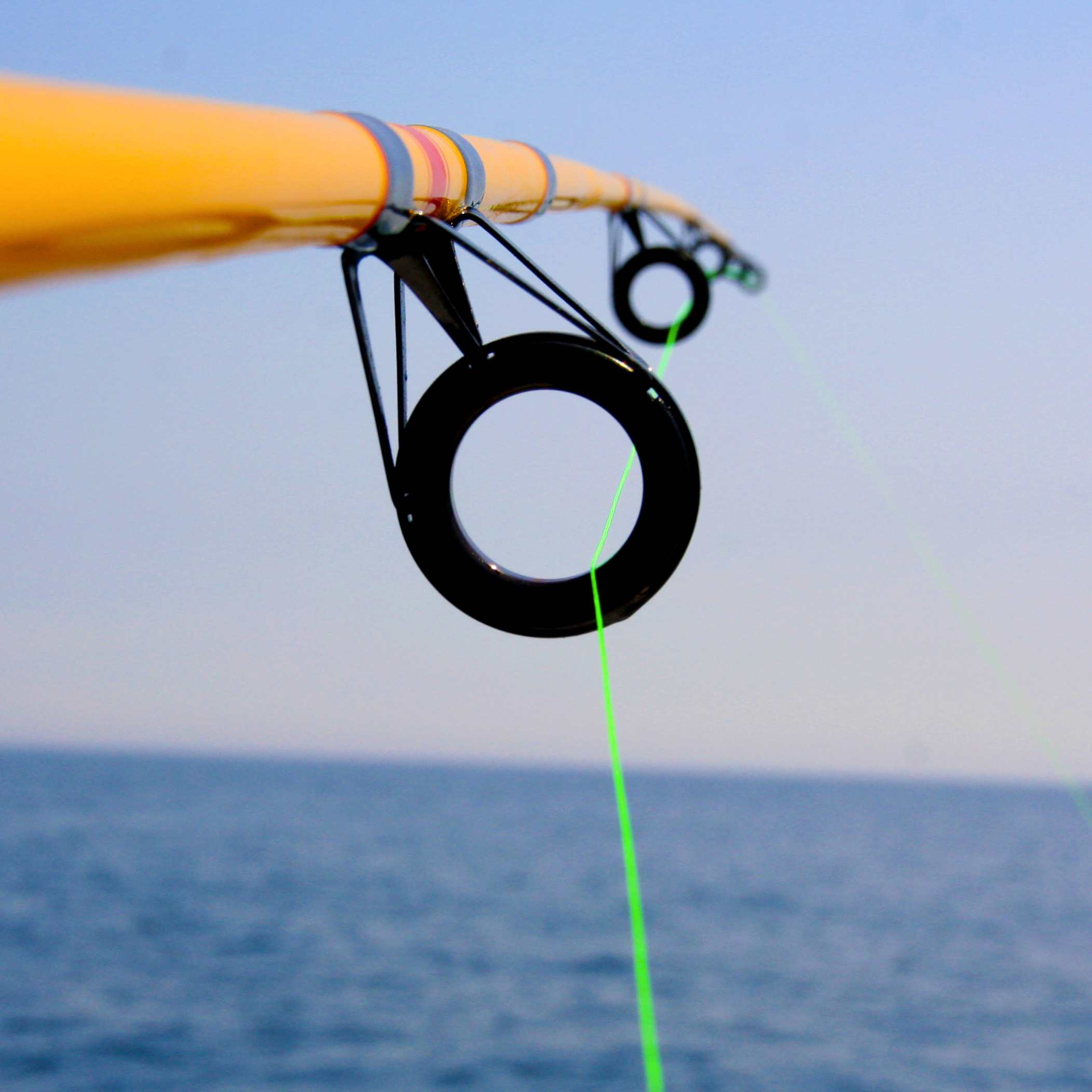
Ligne verte.

Une ligne, quel que soit son type, peut être colorée. Certaines lignes possèdent même plusieurs couleurs afin d'aider le pêcheur à déterminer à quelle profondeur un poisson est pêché.

### Ligne de monofilament
La ligne de monofilament fait son apparition dès le début de la commercialisation du nylon dans les années 1940. La ligne, composée d'un seul fil de fibre synthétique, a l'avantage d'être pratiquement invisible sous l'eau en plus d'être facile à manipuler. La marque Stren, introduite en 1959 par DuPont, popularise l'utilisation de ce type de ligne chez la majorité des pêcheurs récréatifs. De nouveaux matériaux se sont ajoutés dans les dernières années, comme le polyéthylène de masse molaire très élevée (Spectra et Dyneema) ou le polyfluorure de vinylidène (Fluorocarbone).

### Ligne tressée
La ligne tressée (aussi désignée « superligne ») est composée de plusieurs filaments. Ce type de ligne ne possède pratiquement aucune élasticité et possède une grande sensibilité. On retrouve différents types de lignes tressées :
- La ligne fusionnée. Les brins parallèles sont fusionnés entre eux puis recouverts d'un revêtement dur. Il s'agit d'un compromis entre une ligne de monofilament et une ligne tressée.
- La ligne tressée constituée de plusieurs brins indépendants (3, 4, 8, 16) enduits d'un revêtement. Elle est notamment utilisée pour la pêche au lancer lourd.
- Autres hybrides

### Ligne plombée
La ligne plombée est une corde lourde pouvant s'enfoncer profondément sous l'eau. Fabriquée en acier inoxydable, en titane ou en alliage, elle est recouverte d'une gaine de plastique. Son avantage est d'être très résistante, ce qui est un atout contre les poissons aux dents acérées. Ce type de ligne est souvent utilisé comme avançon.

### Soie à moucher
Ligne destinée à la pêche à la mouche, la soie à moucher peut être fabriquée en véritable soie mais la plupart d'entre-elles sont synthétiques.